# Cymbidium gammieanum
Cymbidium gammieanum är en orkidéart som beskrevs av George King och Robert Pantling. Cymbidium gammieanum ingår i släktet Cymbidium, och familjen orkidéer. Inga underarter finns listade i Catalogue of Life.